# Euparyphus facialis
Euparyphus facialis är en tvåvingeart som beskrevs av James 1973. Euparyphus facialis ingår i släktet Euparyphus och familjen vapenflugor. Inga underarter finns listade i Catalogue of Life.